# Néstor Pitana
Néstor Fabián Pitana (nascut el 17 de juny de 1975) és un àrbitre de futbol argentí, que havia treballat anteriorment com a actor.
Internacional des de 2010, tot just tres anys després d'haver debutat a la màxima categoria argentina. Ha arbitrat la fase de classificació de la Copa del Món de futbol 2014-CONMEBOL.
El març de 2013, la FIFA el va incloure en la llista de 52 àrbitres candidats per la Copa del Món de Futbol de 2014 al Brasil. El gener de 2014, la FIFA el va incloure a la llista definitiva d'àrbitres pel mundial.
Fou designat com a àrbitre de l'AFA pel Mundial de futbol 2014 al Brasil, on el dia del seu 39è aniversari va arbitrar el partit Rússia - Corea del Sud.